# Tureluur
De tureluur of tjerk (Tringa totanus) is een vogel uit de familie van de strandlopers en snippen (Scolopacidae).

## Kenmerken
Hij kan 25 tot 30 centimeter groot worden. Belangrijk kenmerk zijn de felrode poten. Het verenkleed bestaat uit een donkergrijsbruine bovenzijde met lichte vlekjes, een witte onderzijde en gevlekte flanken. Verder heeft de vogel een rode snavel met een donkere punt, een lichtbruine hals, borst en kop met donkere strepen. Hij heeft een witte rugwig en een brede, witte achtervleugel.

## Voortplanting
Het legsel bestaat meestal uit vier matte, peervormige eieren, die zeer gevarieerd gekleurd kunnen zijn.

## Verspreiding en leefgebied
De tureluur broedt in een groot gebied dat van IJsland naar West- en Midden-Europa en dwars door Midden-Azië tot aan de Grote Oceaan loopt. Hij overwintert in zuidelijke gebieden.
De soort telt zes ondersoorten:
- T. t. robusta: IJsland en de Faeröer-eilanden.
- T. t. totanus: westelijk en noordelijk Europa tot westelijk Siberië.
- T. t. ussuriensis: van zuidelijk Siberië en Mongolië tot oostelijk Azië.
- T. t. terrignotae: zuidelijk Mantsjoerije en oostelijk China.
- T. t. craggi: noordwestelijk China.
- T. t. eurhina: Tadzjikistan, noordelijk India en Tibet.

## Voorkomen en status in Nederland en Vlaanderen
In Nederland komen tureluurs het hele jaar voor. Het is een (nog steeds) talrijke broedvogel, verder zijn er grote aantallen doortrekkers en minder grote aantallen overwinteraars. Een van de belangrijkste broedgebieden van Nederland is het Verdronken Land van Saeftinghe waar bijna 10% van de Nederlandse populatie broedt. De Nederlandse broedvogels overwinteren aan de kusten van Portugal, Spanje en Noordwest-Afrika. De tureluurs die in Nederland doortrekken en overwinteren zijn vogels uit Noordwest-Europa. Deze houden zich vooral op in zoute en brakke getijdewateren.
In Vlaanderen werd het aantal broedparen door het INBO op 300 à 350 geschat.

## Status
In de periode 1989-1991 werd het aantal broedvogels in Nederland geschat op 30.000 paar. Tussen 2003 en 2007 is er een afnemende trend geconstateerd van 5% per jaar. Door de geleidelijk afname staat de tureluur als 'gevoelig' op de Nederlandse rode lijst van bedreigde of kwetsbare vogelsoorten. De tureluur staat op de Vlaamse rode lijst als kwetsbaar. De achteruitgang wordt veroorzaakt door onder meer de grootschalige, gerationaliseerde melkveehouderij. De tureluur valt ook onder het AEWA-verdrag.
Internationaal loopt de vogel geen gevaar, hij staat als 'veilig' (Least Concern) op de IUCN-lijst.

## Broedgedrag
Het broedseizoen van de tureluur loopt van half april tot in juni. Het broeden duurt 22 à 25 dagen. Deze weidevogel legt gewoonlijk vier eieren van gemiddeld 45 × 32 mm, in een kuiltje in het gras, meestal in een weiland. De grashalmen rond het nest worden over het nest gebogen, waardoor het goed verborgen is. Typerend is dat de tureluur vaak op slechts enkele meters afstand broedt van het nest van een kievit. De tureluur profiteert daardoor van de technieken die de kievit heeft om predatoren op afstand te houden.

## Afbeeldingen

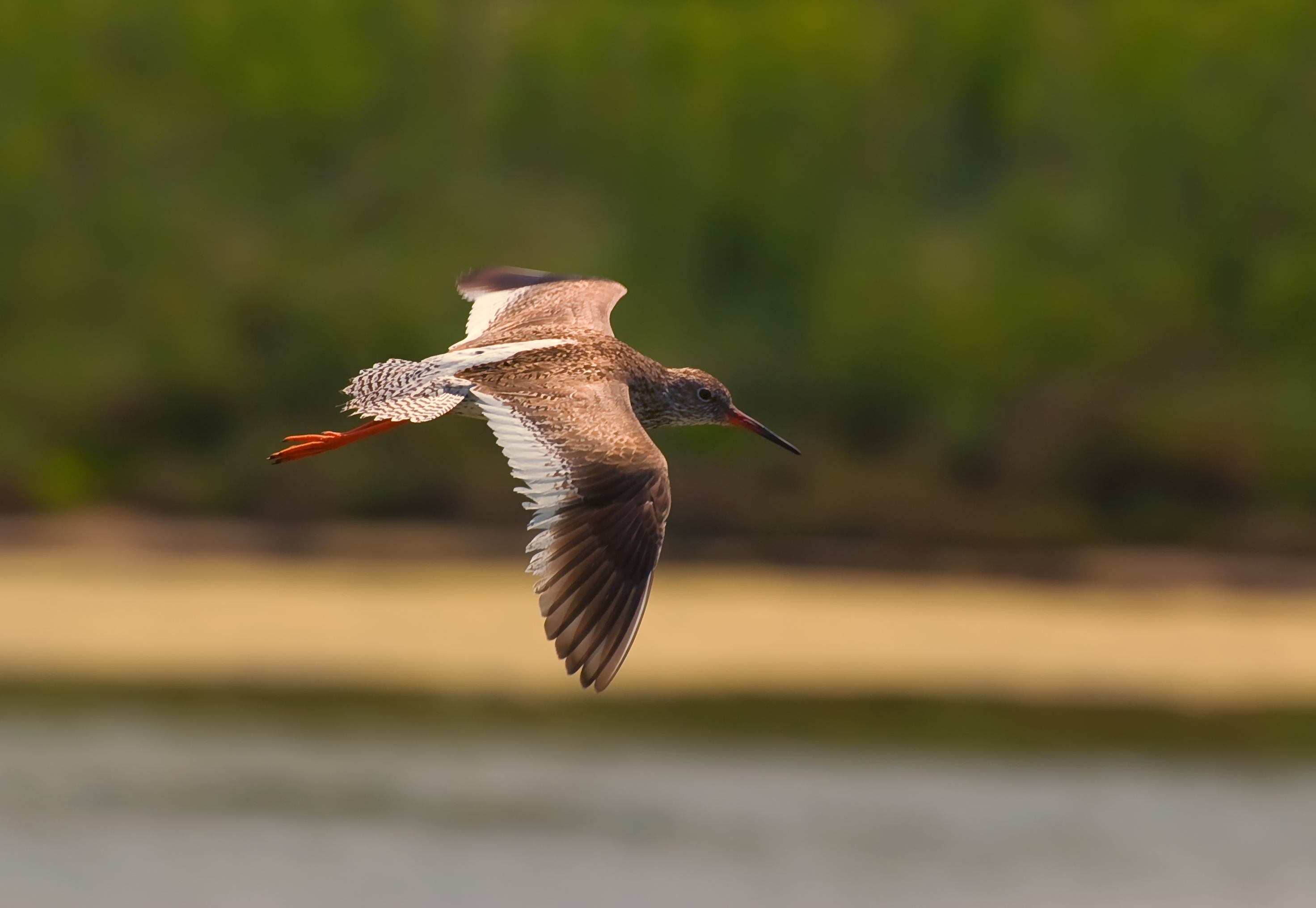
Tureluur in vlucht: met kenmerkende rode poten, witte rugwig en brede witte vleugelachterrand
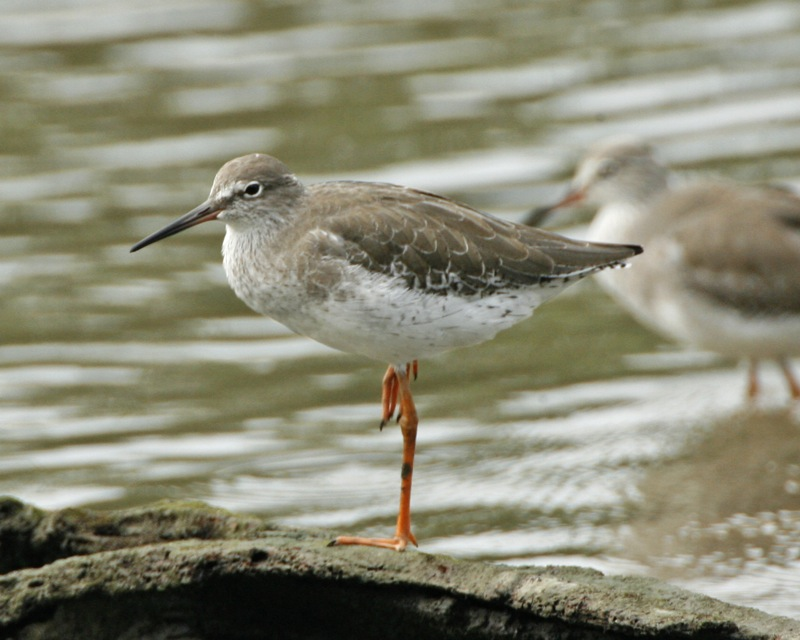
Tureluur in winterkleed

## Video
- Film van een groep Tureluurs
- Baltsende tureluurs
- Tureluur in december 2023 in Ystad.